# Konszenzus
A konszenzus latin eredetű szó, a jelentése: egyetértés vagy megegyezés egy adott csoport tagjai között. Előfordul kifejezésekben is, például "konszenzuson alapuló döntéshozatal".
A konszenzushoz való eljutás azzal jár együtt, hogy minden egyes csoporttag véleményét komolyan veszik és megfontolják. A döntés meghozatala után fontos, hogy a csoport bízzon abban, tagjai belátják, hogy a dolguk a döntésnek megfelelő viselkedés. Ideális esetben azok, akik egy adott lépést szeretnének megtenni, meghallgatják az azt ellenzőket is, mert azzal számolnak, hogy a vita a közös megegyezést, vagy konszenzust meg fogja erősíteni. Elvileg ritka az ellenvélemény meghallgatása nélküli cselekvés, és a döntés során ügyelnek arra, hogy minimális kárt okozzanak a személyi kapcsolatokban.

## Konszenzus mint kollektív bölcsesség
A kifejezést lehetne egy csoport kollektív bölcsességével is helyettesíteni, azzal kiegészítve, hogy a véleményeltérés és vélemény változatok mértéke az egyes tagok között akár igen nagy fokú is lehet, és ha azt akarjuk, hogy az egyes tagok a döntésnek megfelelően cselekedjenek, akkor ez a különbség fenn kell maradjon a későbbiekben is.
A konszenzus rendszerint együttműködéssel jár együtt, nem pedig kompromisszummal. Ahelyett, hogy egy véleményt fogadna el a többség, a tagok úgy hozzák össze az érdekelt feleket (sokszor facilitátorok vagy közvetítők igénybevételével), hogy addig tárgyaljanak, amíg egy egy irányba mutató döntéshez nem érkeznek. Ha ezt mechanikusan érik el, akkor az egyszerű csereüzlet formáját öltheti: ha te ezt feladod (megteszed), akkor én ezt adom fel (teszem meg). Az igazi konszenzushoz az kell, hogy a tagok az érdekeltek közti kapcsolatra koncentráljanak, hogy olyan egyetértés alakuljon ki köztük, hogy hajlandóak legyenek a lemondáson (beleegyezésen) alapuló megegyezésre.

## Külső hivatkozások
- A konszenzus értelme, építése – The ACTivist Magazine
- Theory of Consent Archiválva 2005. szeptember 13-i dátummal a Wayback Machine-ben Az egyetértés, beleegyezés elmélete – egy természetelvű filozófiában